# Karl Gebhardt
Karl Gebhardt (ur. 23 listopada 1897 w Haag, zm. 2 czerwca 1948 w Landsbergu) – osobisty lekarz Heinricha Himmlera i ostatni prezes niemieckiego Czerwonego Krzyża, zbrodniarz nazistowski, skazany na karę śmierci przez Międzynarodowy Trybunał Wojskowy w Norymberdze.

## Życiorys
Urodził się w Haag, w bawarskim dystrykcie Mühldorf. W 1919 rozpoczął studia medyczne na Uniwersytecie w Monachium, a habilitował się w 1935. W 1936 otrzymał posadę profesora nadzwyczajnego w Berlinie i od 1937 kierował katedrą zajmującą się operacjami ortopedycznymi. Gebhardt wstąpił do NSDAP 1 maja 1933 (numer legitymacji partyjnej 1 723 317) oraz do SS (numer ewidencyjny 265 894) w 1935 (osiągnął stopień SS-Gruppenführera), zostając głównym lekarzem sanatorium w Hohenlychen. Początkowo sanatorium to zostało przekształcone z kliniki zajmującej się leczeniem gruźlicy w klinikę ortopedyczną, by ostatecznie (w trakcie II wojny światowej) stać się szpitalem dla Waffen-SS. W 1936 został naczelnym lekarzem igrzysk olimpijskich w Berlinie. Oprócz tego, od 1938, Gebhardt sprawował niezwykle prestiżową funkcję osobistego lekarza Himmlera. 
Karl Gebhardt był jednym z niemieckich lekarzy najbardziej uwikłanych w zbrodnicze eksperymenty pseudomedyczne dokonywane na więźniach hitlerowskich obozów koncentracyjnych. Nie tylko rozkazywał i nadzorował ich wykonywanie, ale i osobiście je przeprowadzał na więźniarkach obozu Ravensbrück (który mieścił się niedaleko Hohenlychen). Jest też bezpośrednio odpowiedzialny za niektóre eksperymenty przeprowadzane w Auschwitz-Birkenau. Nie miały one bardzo często żadnego medycznego uzasadnienia, a skutkiem ich dokonywania była śmierć lub trwałe okaleczenie wielu więźniów. Gebhardt zajmował się zwłaszcza eksperymentami chirurgicznymi. W trakcie wojny należał także do sztabu generalnego Waffen-SS i był jednym z najwierniejszych towarzyszy i doradców Himmlera. Na kilka dni przed upadkiem III Rzeszy, po samobójstwie Ernsta Roberta Grawitza, Hitler mianował go prezesem niemieckiego Czerwonego Krzyża.
Po zakończeniu wojny został osądzony przez Amerykański Trybunał Wojskowy w tzw. procesie lekarzy (jeden z 12 procesów norymberskich), wraz z 22 innymi członkami hitlerowskich służb medycznych. Postawiono mu zarzuty zbrodni wojennych i przeciw ludzkości (w szczególności przeprowadzanie wspomnianych wyżej eksperymentów) oraz przynależności do SS, jako organizacji przestępczej. Karl Gebhardt został uznany za winnego wszystkich zarzutów i skazany na karę śmierci 20 sierpnia 1947. Wyrok wykonano przez powieszenie 2 czerwca 1948 w więzieniu Landsberg.